# Gérasime III de Constantinople

Gérasime III de Constantinople (en grec : Γεράσιμος Γ΄) fut patriarche de Constantinople du 3 mars 1794 au 19 avril 1797.